# Comment tuer votre femme
Pour plus de détails, voir Fiche technique et Distribution.
Comment tuer votre femme (How to Murder Your Wife) est un film américain de Richard Quine sorti en 1965, avec Jack Lemmon et Virna Lisi.

## Synopsis
Stanley Ford (Jack Lemmon) est un auteur de bande dessinée à succès qui raconte chaque jour les aventures de Bash Brannigan, agent secret. Célibataire endurci, il vit avec son majordome Charles Firbank (Terry-Thomas) une vie réglée et immuable. Un jour, sous l'emprise de l'alcool, il épouse une strip-teaseuse italienne (Virna Lisi) qui ne tarde pas à prendre une grande place dans son existence. Stanley Ford ne rêve alors que de sortir de cette situation. Dans ses bandes dessinées, il fait commettre à Bash Brannigan le meurtre de son épouse. Mrs. Ford a disparu et le public commence à penser que Bash Brannigan est peut-être une bande dessinée autobiographique...

## Fiche technique
- Titre français : Comment tuer votre femme
- Titre original : How to Murder Your Wife
- Réalisation : Richard Quine
- Production : George Axelrod et Gordon Carroll (en)
- Scénario : George Axelrod
- Image : Harry Stradling Sr.
- Musique : Neal Hefti
- Costumes : Moss Mabry
- Son : Lyle Figland
- Montage : David Wages
- Pays : É.-U.
- Durée : 118 min
- Format : couleur
- Langue de la V.O. : anglais et italien
- Date de la sortie américaine : 1965

## Distribution
- Jack Lemmon (VF : Michel Roux) : Stanley Ford
- Virna Lisi : Mrs. Ford
- Eddie Mayehoff (en) (VF : Jean-Henri Chambois) : Harold Lampson
- Claire Trevor (VF : Jacqueline Porel) : Edna Lampson
- Terry-Thomas (VF : Roger Tréville) : Charles Firbank
- Sidney Blackmer (VF : Pierre Leproux) : le Juge Blackstone
- Jack Albertson (VF : René Blancard) : Dr Bentley
- Max Showalter (VF : Philippe Mareuil) : Tobey Rawlins
- Alan Hewitt (VF : Georges Atlas) : le Procureur
- Mary Wickes : la secrétaire de Harold
- Barry Kelley : un membre du club
- William Bryant (en) : Construction Worker
- Charles Bateman (en) : un membre du club
- Edward Faulkner : un membre du club
- Lauren Gilbert (VF : Richard Francœur) : le Responsable du club
- Howard Wendell : le Juge du procès
- Khigh Dhiegh (en) : Bald Actor playing Thug
- K.C. Townsend : Party Girl
- Leonard Mudie : Secrétaire du club

## Autour du film
Les bandes dessinées de la série Bash Brannigan qui apparaissent dans le film ont été exécutées par Mel Keefer.